# Lac Arroyo Grande
Le lac Arroyo Grande, ou lac El Playón est un lac de barrage situé dans le département de Bolívar, en Colombie.  

## Géographie
Le lac Arroyo Grande est bordé par les municipalités de Maria La Baja et El Carmen de Bolívar, à 60 km au sud-sud-est est de la ville de Carthagène des Indes. 
Il a un volume de 98 millions de m3, pour une superficie de 12,4 km2.